# IC 834
IC 834 је елиптична галаксија у сазвјежђу Береникина коса која се налази на листи објеката дубоког неба у Индекс каталогу.
Деклинација објекта је + 26° 21' 34" а ректасцензија 12h 56m 18,5s. Привидна величина (магнитуда) објекта IC 834 износи 14,3 а фотографска магнитуда 15,3. IC 834 је још познат и под ознакама MCG 5-31-11, CGCG 160-22, NPM1G +26.0301, PGC 44138.